# Salvagnac-Cajarc
 Salvagnac-Cajarc  (en occitano Sauvanhac) es una población y comuna francesa, situada en la región de Mediodía-Pirineos, departamento de Aveyron, en el distrito de Villefranche-de-Rouergue y cantón de Villeneuve.

## Demografía
| 266 | 257 | 270 | 317 | 345 | 353 |
| Para los censos de 1962 a 1999 la población legal corresponde a la población sin duplicidades (Fuente: INSEE [Consultar]) |     |     |     |     |     |